# サタデープログラム
サタデープログラムは、愛知県名古屋市の私立東海中学校・高等学校にて毎年6月と2月に行われている土曜公開講座。通称サタプロ。

## 概要
ゆとり教育に伴う週休2日制によって休日となった土曜日を有効に活用するため、私立東海中学校・高等学校が1994年～2001年開設していた「土曜特別講座」を受け継ぐ形で、2002年6月に第1回を開催した。以後、毎年6, 2月に開催される。
当日は、学校内外より招待された様々な分野の著名人が講演を行う。将棋教室や編み物など、幅広い世代が気軽に参加できる講座も多い。
生徒が自由に講師を決定できる他、実際の交渉や広報活動、運営業務、統計業務などほぼ全ての業務を生徒実行委員が監督・実行していることは特筆すべき点である。愛知県および名古屋市の後援の下、私学助成金によって運営されている。

## 参加方法
誰でも無料で入場、講演を受講できる。定員のある講座は事前申込が必須となる。そうでなくても、会場教室振り分け等の際に統計が必要であるので、申込を行うことを推奨している。事前申込はホームページやチラシ付属の申込書から可能である。講座によっては材料費が掛かる場合もあり、その講座を受講の場合は材料費を持参する必要がある。講座の確認や材料費などの詳細は、ホームページやチラシから確認できる。

## 講演を行った主な講師
政治、文化、報道、科学をはじめ様々な分野から有名な人物を掲載している。
肩書きは講演当時のものである。

### 政治家
- 石田芳弘（衆議院議員、民主党、元犬山市長）（3回，16回他）
- 田中康夫（新党日本代表）（13回）
- 野中広務（元自民党幹事長）（13回,14回）
- 亀井静香（元国民新党代表）（14回）
- 加藤紘一（元防衛庁長官）（15回）
- 山中光茂（三重県松阪市長）（15回）
- 穀田恵二（共産党国対委員長）（16回）
- 鳩山由紀夫（元内閣総理大臣）（21回）
- 岡田克也（民主党代表）（15回,27回）
- 鈴木英敬（三重県知事）（20回,25回）
- 河村たかし（名古屋市長）（23回他）
- 前原誠司（元民主党代表）（24回）
- 井崎義治（千葉県流山市長）（25回）
- 蓮舫（民主党代表代行）（27回）
- 枝野幸男 (立憲民主党代表)　（33回）
- 田村智子 (日本共産党副委員長) （35回[2]）
- 河野太郎（行政改革担当大臣）39回
- 野田聖子（内閣府特命担当大臣）40回

### 出版

#### ジャーナリスト
- 池上彰（ジャーナリスト）（13回，14回）
- 堤未果（ジャーナリスト）（20回）
- 大谷明宏（ジャーナリスト）（8回）
- 田原総一朗（ジャーナリスト）（9回，12回，17回）

#### テレビ局
- 寺尾直樹（気象予報士）
- 野口雄史（ガイアの夜明けチーフプロデューサー）（25回）

### 学術
- A・ウィッキー（学者）
- ピーター・フランクル（数学者・大道芸人）
- 益川敏英（ノーベル物理学賞受賞者）
- 大槻義彦（早稲田大学名誉教授）
- 吉岡秀人（医師）
- 澤口俊之（脳科学者）
- 海堂尊（作家・病理医）
- ドクター中松（発明家）
- 神野直彦（東大名誉教授）
- 塩見美喜子（東京大学大学院理学系研究科教授）
- 伊庭英夫（東京大学医科学研究所教授）
- 安冨歩（東京大学東洋文化研究所教授）
- 飯島信司（名古屋大学大学院工学研究科教授）
- 福和伸夫（名古屋大学減災連携研究センター長　教授）
- 宮木康博（名古屋大学法学部准教授）
- 長沼毅（広島大学大学院生物圏科学研究科准教授）
- 山極芳樹（静岡大学工学部教授）
- 岡部恒治（埼玉大学経済学部名誉教授）
- アンドリー・グレンコ（政治学者）

### スポーツ
- 小椋久美子（元バドミントンオリンピック選手）
- 佐古賢一（プロバスケットボール選手）
- 高木守道（元中日ドラゴンズ監督）
- 山本昌　(元中日ドラゴンズ投手)
- 滝野要(元中日ドラゴンズ野手)
- 武藤弘樹（アーチェリー選手、東京五輪銅メダリスト）

### 文化
- 椎名誠（作家）
- 京極夏彦（作家）
- 大沢在昌（作家）
- 柳田理科雄（作家・空想科学研究所所長）
- 時雨沢恵一（ライトノベル作家）
- 長月達平（ライトノベル作家）（33回[3]）
- 松岡佑子（静山社社長、ハリーポッター翻訳者）
- 柴田元幸（翻訳家）
- 西又葵（イラストレーター）
- はるかぜせつな（てぃんくる）（イラストレーター）
- 藤子不二雄A（漫画家）
- 三田紀房（漫画家）
- 荒木飛呂彦（漫画家）
- からめる (イラストレーター)（33回[4]）
- 杉ちゃん&鉄平（鉄道クラシック音楽家）
- 堤幸彦（映画監督）
- 原恵一（アニメ監督）
- 鈴木敏夫（スタジオジブリプロデューサー）
- 大月俊倫（アニメプロデューサー）
- 酒井伸和（ゲームプロデューサー）
- 白石稔（声優）
- 永井一郎（声優）
- 小森まなみ（声優）
- 茅原実里（声優）
- 藤原啓治（声優）
- 後藤麻衣（声優）
- 小原乃梨子　(声優)
- 瀧本智行（映画監督）
- 下村陽子（ゲーム作曲家）
- ローラン・ピック（駐日フランス特命全権大使）
- 蒼山サグ(ライトノベル作家)
- 岬鷺宮(ライトノベル作家)
- やしろあずき(Web漫画家、ブロガー)
- 篠原かをり(作家)
- 村松賢(レゴランド・ジャパン　モデル・ビルダー)

### 芸能
- 丸山和也（弁護士）
- 石丸幸人（弁護士）
- 竹下景子（女優）
- 吉川友（女優）（23回[5]）
- ルー大柴（タレント）
- 夏川純（タレント）
- 関根麻里（タレント）
- 秋山莉奈（タレント）
- 梨元勝（芸能リポーター）
- 熊田曜子（グラビアアイドル）
- 池田夏希（グラビアアイドル）
- 安田美沙子（グラビアアイドル）
- 酒井直斗（タレント）

### 音楽
- IOSYS（音楽サークル）
- 河原崎辰也（ミュージシャン・ラジオパーソナリティー）
- 川嶋あい（ミュージシャン）
- angela（ミュージシャン）
- eufonius（ミュージシャン）
- 東儀秀樹（雅楽演奏家）
- 影山ヒロノブ（歌手）
- 北川けんいち（歌手）
- ZUN（プログラマー）
- Jam9
- G.ぷんだりーか（浄土真宗大谷派の僧侶によるバンド）
- 川北栄樹（作曲家）
- 小林真人（作曲家・ピアノ演奏家）
- まらしぃ (ピアニスト)
- 40mP (ボーカロイドプロデューサー)
- cosMo@暴走P(ボーカロイドプロデューサー)
- Cranky(コンポーザー)
- kors k(コンポーザー、DJ)
- REDALiCE(コンポーザー、HARDCORE TANO*C代表)
- 幽閉サテライト（音楽サークル）
- よみぃ(作曲家、ピアニスト、音楽講師)
- モリモリあつし(コンポーザー)
- t+pazolite(コンポーザー、DJ)
- 小林拓一郎(DJ)

### その他
- 一色正春（元海上保安官・sengoku38）
- 須田寬（JR東海初代社長）
- 平野幸久（中部国際空港元会長）
- 林修（予備校講師）
- 藻谷浩介（日本総合研究所調査部主席研究員）
- 神野重行（名鉄百貨店相談役、同前取締役社長、名古屋鉄道元副社長）
- ロブ・ヘンダーソン（ボーイング・ジャパン広報ディレクター）
- 加藤一二三（元将棋棋士）
- 澤上篤人（長期投資家）
- 杉本昌隆（将棋棋士）
- 茂木健一郎（脳科学者）
- もこう（ゲーム実況者）

## その他
2020年2月22日開催予定の36回、同年6月27日開催予定の37回、2021年2月開催予定の38回サタデープログラムは新型コロナウイルス感染拡大の影響により中止となっている。